# Коцов гроб
Коцов гроб е връх в Северен Пирин. Висок е 2462 метра. Издига се на Каменишкото странично било южно от връх Кельо и северозападно от Стефанов връх. Той е гол, скалист връх със стръмни западни и източни склонове. Югозападно от него се отделя разклонение на Каменишкото странично било с най-висок връх Елен (2033 м). Коцов гроб е изграден от гранити. По ниските части на югозападните и югоизточните склонове почвите са тъмноцветни планинско-горски и планинско-ливадни. Склоновете му са обрасли с клек и субалпийска тревна растителност. От западното подножие на Коцов гроб води началото си река Разсланковица - приток на Санданска Бистрица. Източните склонове на върха се отводняват от Крайната (Кельова) река - един от трите основни притоци на река Пиринска Бистрица.
Коцов гроб е леснодостъпен връх. Удобни изходни точки за изкачването му са хижите Беговица и Пирин. Източно от върха минава маркирана туристическа пътека, свързваща двете пирински хижи. В някои по-стари карти върхът неправилно е отбелязан с името Арабски гроб (Арапски гроб). Всъщност с това име се нарича местност, разположена между върховете Коцов гроб и Стефанов връх.